# یحیی ماهیار نوابی
یحیی ماهیار نوابی (۱۰ دی ۱۲۹۱–۱۱ مهر ۱۳۷۹) پژوهشگر فرهنگ و زبان‌های باستانی بود.

## زندگی
نوابی تحصیلات مقدماتی را در شیراز، و تحصیلات متوسطه را در دارالفنون و دبیرستان البرز تهران گذراند. دورهٔ کارشناسی و دکتریِ ادبیات را با رساله‌ای دربارهٔ سنگ‌نوشته بیستون در دانشگاه تهران گذراند. سپس با درجهٔ دانشیاری، در دانشگاه تبریز به تدریس پرداخت. او مدتی به اروپا رفت و در مدرسهٔ زبان‌های شرقی دانشگاه لندن، نزد والتر هنینگ زبان‌های باستانی ایران را آموخت و یک سال هم در دانشگاه گوتینگن به آموختن زبان‌های تُخاری و ترکی کهن پرداخت.